# Estil policoral venecià

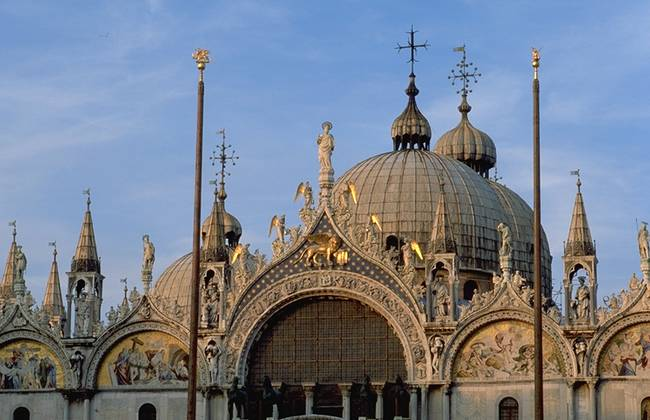
Basílica de Sant Marc al capvespre. L'interior espaiós i ressonant d'aquest edifici va ser inspiració pel desenvolupament d'aquest estil musical.

L'estil policoral venecià va ser un tipus de música de finals del Renaixement i principis del Barroc que involucrava cors o conjunts d'instruments separats en l'espai, tocant de forma alternada. Va representar un canvi important sobre la música polifònica imperant que es componia a mitjans del període renaixentista, constituint un dels desenvolupaments estilístics que van portar directament al que avui coneixem com a estil barroc. Una forma habitual d'anomenar aquests conjunts és cori spezzati: literalment, cors separats.

## Història
L'estil va sorgir de les particularitats arquitectòniques de la imponent basílica de Sant Marc de Venècia. Advertits de l'asincronia entre els sons arran de la distància entre els cors de la basílica, els compositors van començar a usar el fenomen acústic com a avantatge per generar efectes especials. Donada la dificultat per coordinar cors separats de manera que cantessin les mateixes músiques simultàniament, compositors com Adrian Willaert, mestre de capella en la dècada de 1540, van resoldre el problema escrivint música antifonal en què els cors oposats cantaven en forma successiva: l'efecte estèreo va mostrar la seva popularitat, i aviat altres compositors ja estaven imitant la idea, no només en Sant Marc, sinó en altres grans catedrals italianes.
Va ser aquest un cas rar però interessant: una peculiaritat arquitectònica d'un edifici influenciant el desenvolupament d'un estil musical que no solament va esdevenir popular a tot Europa, sinó que a més va definir en part el salt del Renaixement al Barroc. La idea de diferents conjunts interpretant en alternança va evolucionar gradualment al concertato, que en les seves diferents manifestacions vocals i instrumentals van conduir a la Cantata coral, el concerto grosso i la sonata.
El punt més àlgid en el desenvolupament de l'estil es va donar durant les dècades de 1580 i 1590, mentre Giovanni Gabrieli era organista de Sant Marc, i el seu principal compositor, quan encara Gioseffo Zarlino era mestre de capella. Gabrieli va ser el primer a especificar explícitament instruments, incloent grans conjunts de metall, i a incloure a la partitura indicacions dinàmiques. L'èxit i la sonoritat d'aquestes obres va repercutir en els compositors alemanys i fins a en les misses escrites a Espanya per Tomás Luis de Victoria.

## Compositors representatius
- Adrian Willaert
- Cipriano de Rore
- Gioseffo Zarlino
- Claudio Merulo
- Giovanni Gabrieli
- Andrea Gabrieli
- Claudio Monteverdi
- Hans Leo Hassler
- Heinrich Schütz
- Dominique Phinot

## Exemples de l'estil
- Adrian Willaert, salmi spezzati
- Andrea Gabrieli, Psalmi Davidici
- Giovanni Gabrieli, sacrae symphoniae
  - In Ecclesiis
  - Sonata pian' e forte
- Heinrich Schütz, Psalmen Davids 1619